# Luna (romanzo)
Luna è un romanzo dell'autrice statunitense Julie Anne Peters, uscito nel 2004 negli Stati Uniti e pubblicato in italiano nell'aprile del 2010 dalla collana Y di Giunti Editore.

## Trama
Luna è la storia di Regan, una ragazza quindicenne, alle prese con il segreto del fratello maggiore, Liam. 
Regan e Liam vivono in una famiglia con un padre conformista e una madre costantemente assorbita nel suo lavoro di organizzatrice di matrimoni, la cui attenzione verso i figli è quasi assente. Regan è complice del fratello Liam e del suo più grande segreto: in lui infatti la parte maschile è da tempo svanita, per lasciare spazio a Luna, la sua prorompente natura femminile, che Liam è costretto a soffocare e a "far uscire" solamente di notte (per questo il nome Luna).

## Tematiche
Oltre naturalmente alla tematica della natura transessuale di Liam, Luna offre anche spunti per evidenziare il rapporto di Regan e Liam con i genitori e, soprattutto, con il mondo esterno, sempre pronto a denigrare e schernire, e difficilmente a comprendere. Inoltre, importante è il rapporto fra i due fratelli O'Neill. La scelta di vita di Liam si scontra coi pregiudizi della società, mentre Regan, la sorella, ne subisce tutto il disagio e l'imbarazzo. Il suo amore per Liam, però, la aiuterà a superare ogni difficoltà.

## Premi e nomination
Luna è stato nominato in quattro concorsi a scelta da parte dei lettori, incluso il concorso dello stato del Vermont, del Rhode Island, del Missouri e del Michigan. 
Inoltre, ha vinto svariati altri premi:
- Finalista nel 2004 National Book Award per la letteratura per Young Adults
- Vincitore nel 2005 dello Stonewall Honor Book, premiato dal GLBTQ Round Table dell'Associazione Libraria Americana
- Miglior libro nel 2005 per l'Associazione Libraria Americana
- Vincitore nel 2005 del Colorado Book Award per Young Adults
- Finalista nel 2005 del Lambda Literary Award
- Finalista nel 2004 del Borders Original Voices Award
- Vincitore del Chicago Public Library Best of the Best nel 2004
- Nominato al Michigan Library Association nel 2005 al Thumbs Up! Award
- Nominato nel 2006 al Rhode Island Teen Book Award
- Nominato nel 2006 al Missouri Gateway Book Award
- Nominato nel 2006 al Vermont Green Mountain Book Award
- Inserito nella Lista della New York Public Library "Books for the Teen-Age" nel 2005
- Vincitore nel 2004 del Book Sense Summer Reading List for Teens
- Inserito nell'ALA Popular Paperbacks per Young Adults